# Itaquascon pilatoi
Espèce
Itaquascon pilatoi est une espèce de tardigrades de la famille des Hypsibiidae.

## Distribution
Cette espèce est endémique de Colombie. Elle se rencontre dans la Sierra Nevada de Santa Marta.

## Étymologie
Cette espèce est nommée en l'honneur de Giovanni Pilato.

## Publication originale
- Lisi, Londoño & Quiroga, 2014 : Tardigrada from a sub-Andean forest in the Sierra Nevada de Santa Marta (Colombia) with the description of Itaquascon pilatoi sp. nov.  Zootaxa, no 3841 (4), p. 551-562.